# Rumex interjectus
Rumex interjectus är en slideväxtart som beskrevs av K. H. Rechinger. Rumex interjectus ingår i släktet skräppor, och familjen slideväxter. Inga underarter finns listade i Catalogue of Life.